# Michele Timms
Michele Margaret Timms (* 28. Juni 1965 in Melbourne, Victoria) ist eine australische Basketball-Trainerin und ehemalige -Spielerin. Sie wurde 2024 in die Naismith Memorial Basketball Hall of Fame aufgenommen.

## Laufbahn
Die 165 Zentimeter große Aufbauspielerin war in der 1984er Saison der australischen Liga WNBL Mitglied der Bulleen Boomers in Melbourne. Von 1985 bis 1990 spielte sie in derselben Liga für die Nunawading Spectres, mit denen sie 1986, 1987, 1988 und 1989 den australischen Meistertitel gewann. Von 1991 bis 1994 stand Timms bei den Perth Breakers unter Vertrag und wurde 1992 erneut australische Meisterin. Ihre weitere Stationen in der WNBL waren die Sydney Flames (1995, 1996) und erneut die Bulleen Boomers (1998, 1999).
Da die Spieljahre in Australien bis Ende der 1990er Jahre versetzt zur Basketballsaison in Europa stattfanden, stand Timms in manchen Jahren teils bei mehreren Vereinen unter Vertrag. In der deutschen Bundesliga spielte sie 1989/90 sowie 1992/93 bei Lotus München sowie von 1995 bis 1997 beim BTV Wuppertal. 1993/94 verstärkte Timms Firenze Basket in Italien. In der US-Liga WNBA spielte die Australierin von 1997 bis 2001 bei Phoenix Mercury und wurde 1998 Vizemeisterin. In der Saison 1995/96 gewann sie mit Wuppertal den Europapokal der Landesmeister, die deutsche Meisterschaft sowie den deutschen Pokalwettbewerb. Zusammen mit ihrer Landsfrau Sandy Brondello bildete Timms in Wuppertal ein starkes Gespann. Im Halbfinale des Europapokals der Landesmeister im März 1996 erzielte Timms 22 und im Endspiel 15 Punkte. In der Saison 1996/97 wurde sie mit Wuppertal wiederum deutsche Meisterin und deutsche Pokalsiegerin.
Timms, Spitzname Timmsy, bestritt 264 Länderspiele für Australien, nahm an den Olympischen Sommerspielen 1988, 1996 und 2000 sowie den Weltmeisterschaften 1986, 1990, 1994, 1998 teil. 2000 gewann sie als Spielführerin der australischen Auswahl olympisches Silber und 1998 WM-Bronze. 2004 wurde sie in die Ruhmeshalle des australischen Sports, 2006 in jene des australischen Basketballverbandes, 2008 in die Women’s Basketball Hall of Fame und 2016 in die FIBA Hall of Fame aufgenommen.
Nach Timms ist die Auszeichnung der australischen WNBL benannt, die an die beste Spielerin der Saison vergeben wird.
Als Co-Trainerin war Timms 2005 für Phoenix Mercury in der WNBA, 2007 und 2008 für die Southern Dragons in Melbourne, 2008 sowie von 2013 bis 2016 für Chinas Nationalauswahl, 2009 bis 2011 für die Bulleen Boomers und von 2009 bis 2012 für Australiens Nationalauswahl tätig. Sie arbeitete bis 2018 als Trainerin in China, anschließend gründete sie in Australien eine Basketballschule.
2018 wurde ihr in ihrem Heimatland Australien die staatliche Auszeichnung Member of the Order of Australia verliehen.